# Богацица
Богацица (пол. Bogacica, нем. Bodland) — деревня в гмине Ключборк с населением 1520 человек.
Население — 1520 человек (2006).
Обязанности мэра исполняет Юзеф Мрозек.

## Местоположение
Богацица занимает северную часть крупнейшей компактной лесной территории Опольского края, простирающейся между хребтом Хелмска, рекой Стобрава и верховьями Лисварты. От уездного города Ключборк деревня находится примерно в 6 км, от Ополе (административный центр воеводства) — около 45 км.

## Название
По словам немецкого топонимиста Генриха Адами, название деревни происходит от польского слова «богатство». В своей работе о названиях мест в Силезии, опубликованной в 1888 году во Вроцлаве, он упоминает как самое старое записанное имя Богачица, придавая значение «Райхенау». Немцы германизировали название на Bodland, в результате чего оно утратило своё первоначальное значение.
В книге Liber Fundationis episcopatus Vratislaviensis, написанная во времена епископа Вежбского Генрика в 1295—1305 годах, название деревни упоминается в латинизированной форме: Bogata lanca («богатое копье») и, вероятно, означает «богатый луг».
В алфавитном списке населённых пунктов Силезии, опубликованном в 1830 году во Вроцлаве Иоганной Кни, Богацица назван обоими названиями, польским Bogacica и немецким Bodland. После Второй мировой войны деревне возвращено польское название.

## История
На месте деревни люди живут с каменного века, что подтверждается каменными орудиями, найденными на берегах Стобравы к западу от Богачицы. В результате археологических работ также были обнаружены следы так называемых сторожевых башен. Одна из них находилась возле дороги, ведущей к Старой Цапле, а вторая возле деревенской мельницы с запада. Это были земляные насыпи диаметром около 25 м, окружённые частоколом и рвом. Посреди этих курганов стояли деревянные башни, они были заселены и защищали жителей от опасностей. Позже вокруг них выросло поселение Богачица.
В 1945—1954 годах являлась центром гмины Богачица.

## Памятники
Памятники в Богачице согласно реестру Института национального наследия:
- приходская церковь Святой Троицы, эклектичная, часто путаемая с барокко, построенная в 1597 году на деньги Мельхиора фон Скалля де Гросс-Элго, затем несколько раз перестроенная: 1797-1805, 1905; в настоящее время обновленный интерьер
- могила силезских повстанцев на деревенском кладбище
- усадьба под названием Nowym Zamkiem (Новый замок), построенная в 1746 году
- зернохранилище
- фольварк Нидерхоф.

## Известные уроженцы
- Барон Вальтер фон Люттвиц (1859—1942) — немецкий генерал, участник Первой мировой войны, получивший известность благодаря участию в капповском путче.